# Nederlandse kampioenschappen schaatsen supersprint 2009
De Nederlandse Kampioenschappen Supersprint 2009 werden op 14 februari 2009 gereden op IJsbaan Twente in Enschede. Dit was de 19e editie van het NK Supersprint. Dit toernooi is zowel voor junioren als voor senioren. Dit was het eerste Nederlands schaatskampioenschap op IJsbaan Twente.
Dit kampioenschap bestaat uit tweemaal een 100 en tweemaal een 300 meter per persoon. De tijden worden vervolgens rechtstreeks bij elkaar opgeteld om tot een eindklassement te komen. De tijden worden niet eerst naar een bepaalde tijd omgerekend zoals bij de meeste allroundtoernooien gebruikelijk is.
Tijdens het toernooi werden verschillende Nederlandse Records gereden, te weten:
- 100 meter heren: Jan Smeekens - 9,69
- 300 meter heren: Jan Smeekens - 22,78
- Klassement heren: Jan Smeekens - 65.17
- Klassement dames: Thijsje Oenema - 71.64

Tevens sneuvelden liefst 26 baanrecords in verschillende leeftijdscategorieën.

## Uitslagen

### Mannen Senioren
| rang   | schaatser     | punten |
| ------ | ------------- | ------ |
| Goud   | Jan Smeekens  | 65.17  |
| Zilver | Michel Mulder | 65.81  |
| Brons  | Jesper Hospes | 66.16  |

### Jongens Junioren A
| rang   | schaatser      | punten |
| ------ | -------------- | ------ |
| Goud   | Rudy Meereboer | 69.63  |
| Zilver | Jeroen Gruis   | 69.89  |
| Brons  | Axel Smit      | 70.16  |

### Vrouwen Senioren
| rang   | schaatsster           | punten |
| ------ | --------------------- | ------ |
| Goud   | Thijsje Oenema        | 71.64  |
| Zilver | Esmeralda Nieuwendorp | 74.15  |
| Brons  | Ellen Hazelaar        | 74.69  |

### Meisjes Junioren A
| rang   | schaatsster          | punten |
| ------ | -------------------- | ------ |
| Goud   | Floor van den Brandt | 74.27  |
| Zilver | Leslie Koen          | 74.27  |
| Brons  | Carlijn Achtereekte  | 76.35  |